# Wirtschaftsblatt
Das Wirtschaftsblatt (Eigenschreibweise: WirtschaftsBlatt) war eine überregionale österreichische Tageszeitung mit Schwerpunkt Wirtschaft.

## Geschichte
Das Wirtschaftsblatt erschien erstmals im Oktober 1995. Jens Tschebull war Herausgeber. Es hatte sich auf die Bereiche Wirtschaft und Wirtschaftspolitik, Unternehmen und Märkte, Börse sowie Geldanlage spezialisiert und war damit nach eigenen Angaben die einzige Special-Interest-Zeitung dieser Art Österreichs. Die Zeitung erschien börsentäglich von Montag bis Freitag und wurde von rund 50 Fachjournalisten und 30 in der Produktion der Zeitung tätigen Mitarbeitern gestaltet.
Am 16. August 2016 erklärte die Styria Media Group, dass das Wirtschaftsblatt am 2. September 2016 zum letzten Mal erscheinen werde. Durch Restrukturierungen und Einsparungen sei es in den letzten Jahren gelungen, die Verluste des Wirtschaftsblatts deutlich zu reduzieren und gleichzeitig die Qualität der Zeitung zu erhalten. Die Kosten seien jedoch auch künftig nicht vom Markt refinanzierbar.
Die letzte Print-Ausgabe erschien am 2. September 2016. Am 28. Oktober 2016 wurde auch das Onlineportal Wirtschaftsblatt.at eingestellt.

## Chefredakteure
- 1995–2007: Peter Muzik (Gründungsmitglied, ab 2004 auch Herausgeber)[7][8]
- 2004–2012: Wolfgang Unterhuber (Gründungsmitglied, ab 2004 geschäftsführender Chefredakteur, parallel zu Peter Muzik)[9][10][11]
- 2012–2013: Esther Mitterstieler[12]
- ab 2014: Eva Komarek und Gerhard Hofer

## Inhaltliche Schwerpunkte
- „Unternehmen & Märkte“. Tagesaktuelle Ereignisse in den Top-Unternehmen Österreichs sowie in der Wirtschaftspolitik werden beleuchtet und mit Hintergrundinformationen versehen.
- „Bundesländer“. Einen starken täglichen Schwerpunkt bilden die Aktivitäten der Wirtschaftstreibenden in den Regionen.
- „Osteuropa“. Täglich mehrere Seiten über wirtschaftspolitische und unternehmerische Ereignisse in Ost- und Zentraleuropa.
- „Finanzen & Börse“. Aktien-, Rohstoff- und Marktanalysen.
- "Ivy League". Analysen zur Weltwirtschaft von internationalen Top-Ökonomen.
- Eine internationale Berichterstattung, Serviceseiten wie Rechts- und Steuertipps, Kommentare und Meinungen anderer sowie jeden Freitag neue Bücher über Karriere und Immobilien.

## Beilagen
In der 2010 neu gestalteten Freitagsausgabe mit erweitertem Umfang war seit September 2010 zusätzlich die Beilage „Investor“ (vor Juni 2010: „Kompakt“) beigelegt. Darüber hinaus erschien seit April 2007 acht Mal im Jahr das Hochglanz-Supplement „Wirtschaftsblatt deluxe“ mit Themen rund um Luxus und Lifestyle.

## Eigentümer
Anfangs hielten die Styria Multimedia AG und der schwedische Medienkonzern Bonnier jeweils 50 % am Wirtschaftsblatt sowie am Online-Portal wirtschaftsblatt.at. Im Mai 2006 übernahm Styria alle Bonnier-Anteile und wurde zu 100 % Eigentümer der Wirtschaftsblatt Medien GmbH. Das zum Wirtschaftsblatt gehörende Portal wirtschaftsblatt.at (betrieben von Wirtschaftsblatt Medien GmbH, bewirtschaftet sowie technisch betreut von Styria Digital One GmbH) ist ebenfalls im Alleineigentum der Styria Media Group.
Das Wirtschaftsblatt war Genossenschafter der Austria Presse Agentur.

## Reichweite und Auflage
Im Jahre 2009 hatte das Wirtschaftsblatt laut Österreichischer Auflagenkontrolle (ÖAK) eine Verkaufsauflage von 20.537 Exemplaren und wurde laut Arbeitsgemeinschaft Media-Analysen MA 13/14 – Tageszeitungen Total von etwa 66.000 (Freitagsausgabe: 80.000) Menschen gelesen. Das entspricht einer Reichweite (österreichweit) von rund 0,9 % (Fr. 1,1 %).

## Online
Am 25. Jänner 2007 wurde das neu gestaltete Onlinemedium wirtschaftsblatt.at in Form einer integrierten Redaktion neu gestartet. Die Inhalte des Portals orientierten sich an der Blattlinie des Wirtschaftsblattes.
Gemäß Österreichischer Webanalyse (ÖWA) vom Dezember 2014 erreichte das Onlinemedium rund 546.000 Unique Clients, 1,4 Millionen Visits und über 3,51 Millionen Seitenabrufe bei einer durchschnittlichen Verweildauer von 4:43 Minuten.